# ع
ع（アイン, عين）はアラビア文字の18番目に位置する文字。有声咽頭摩擦音 /ʕ/ を表す。

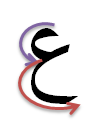
単独形の筆順

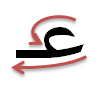
語頭形の筆順

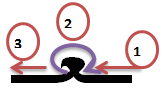
語中形の筆順

フェニキア文字から受け継がれた文字の一つで、ヘブライ文字の ע、ギリシャ文字の Ο、ラテン文字の O、キリル文字の О に対応するが、この文字はあくまで子音である。元は「目（عين）』の形であった。
書く時は「م」の語中形と区別するために、語中形・語末形の逆三角形を塗ることが多い。

## 符号位置
| 文字 | Unicode | JIS X 0213 | 文字参照        | 名称   |
| ---- | ------- | ---------- | --------------- | ------ |
| ع    | U+0639  | ‐          | &#x639; &#1593; | アイン |